# Hans Mock
Hans Mock (9 de dezembro de 1906 - 22 de maio de 1982) foi um futebolista austríaco que competiu na Copa do Mundo FIFA de 1938 pela Alemanha, que meses antes havia anexado a Áustria.